# Круговець (станція)
Кругов́ець (біл. Кругав́ец) — тупикова вантажна залізнична станція на нелектрифікованій 21-кілометровій лінії Терехівка — Круговець. Розташована в агромістечку Круговець-Калініно Добруського району Гомельської області. Поруч зі станцією розташований піщаний кар'єр.

## Пасажирське сполучення
Приміське сполучення здійснюється потягами регіональних ліній економкласу за маршрутом Гомель-Пасажирський — Круговець.